# Utopia (Australien)
Als Utopia-Station wird ein von Aborigines bewohntes Gebiet von 5.000 Quadratkilometern bezeichnet, das 240 Kilometer nordöstlich von Alice Springs im australischen Bundesstaat Northern Territory liegt. Es wird von etwa 2000 Personen in 25 kleinen und größeren Siedlungen entlang des Sandover River im Kulturraum der Western Desert bewohnt. In dieses Gebiet führt der Sandover Highway, eine unbefestigte Straße.

## Name
Die ersten weißen Siedler waren Deutsche, die in den 1920er Jahren in dieses Gebiet kamen. Sie nannten das Gebiet Utopia, weil sie die dort lebenden Kaninchen mit der Hand fangen konnten und dadurch genügend Fleisch zum Essen hatten. Im Utopia-Gebiet befinden sich heute im Jahre 2009 folgende Orte: Arlparra als zentrale Siedlung, Atneltye, Lyenty, Atnarare, Arrawarre, Irrultja, Ingkwelaye, Ankerrapwe und Artekerre.

## Utopia Community
Eine frühere Viehstation aus den 1920er Jahren wurde von der Regierung im Jahre 1975 gekauft und an die früheren Besitzer dieses Landes, die Stämme der Anmatyerre und Alyawarre, rückübereignet. Diese Stämme sprechen auch heute noch vorwiegend ihre eigenen Australischen Sprachen und etwas Englisch.
Als sich die europäischen Siedler niederließen, waren die Aborigines gezwungen, ihre traditionellen Stammesgebiete zu verlassen und lebten unweit in den Siedlungen in der Nähe der Weißen. Dort verdingten sich die Männer als Viehtreiber und die Frauen in den Haushalten der Weißen gegen Essen und Bekleidung. Als 1967 die australische Regierung die Gleichbehandlung der Entlohnung von Schwarzen und Weißen durchsetzte, blieben zahlreiche Aborigines ohne Arbeit.
Die indigenen Australier dieses Gebiets sind bis heute stark in den überkommenen Traditionen und Ritualen ihrer Stämme verwurzelt und leben sie.

## Künstler
In den 1970er Jahren entstand die Bewegung für die Native Title (Landrechte) der ursprünglichen Besitzer und hierbei spielten Künstler eine wichtige Rolle, da sie sich nicht nur engagierten, sondern mit ihren Arbeiten die Rolle und angestammten Landrechte der Aborigines darstellen konnten und damit ihr Selbstbewusstsein stärkten. Die Aborigines von Utopia erreichten, dass sie 1981 die vollen Landrechte über ihr Stammesgebiet erhielten.
Künstler dieser Siedlung, vor allem Frauen, die Batiken herstellten, bildeten bereits im Jahre 1988 die Utopia Women's Batic Group. Aufgrund der Güte der Arbeiten, wurden 88 Batikarbeiten vom Tandanya Aboriginal Cultural Institute in Adelaide im Jahre 1989 in einer Ausstellung gezeigt. Als das Kunsthandwerk der Herstellung von Batiken an Bedeutung verlor, entstanden erste Arbeiten auf Leinwand von Frauen, die mit Acrylfarben malten. Emily Kngwarreye, eine Malerin, die später überaus bekannt und erfolgreich wurde, war seinerzeit eine der führenden Persönlichkeiten dieser Entwicklung zur Kunst.
Heute leben in dieser Region etwa 200 Künstler, die über Australien hinaus bekannt sind. Dies sind neben Emily Kame Kngwarreye und ihrer Tochter Barbara Weir, Kathleen Petyarre, Gloria Petyarre, Ada Bird, Edie Holmes, Michelle Holmes, Gloria Ngal, Poly Ngal und Minnie Pwerle.